# Höhe (Graphentheorie)
In der Graphentheorie kann man zu einem nichtleeren endlichen Wurzelbaum eine Höhe zuordnen. Diese Zuordnung ist als die maximal mögliche Länge eines Weges, der in der Wurzel endet, definiert. Je nachdem, ob man diese Länge an der Kantenzahl, oder an der Knotenzahl misst, kann sich die Höhe in Abhängigkeit von der zugrundegelegten Definitionen unterscheiden. Auch, ob die Wurzel selbst beim Bestimmen der Knotenzahl mitgezählt werden soll, unterscheidet sich von Autor zu Autor. Abgesehen von den Definitionsunterschieden ist diese Zuordnung aber eindeutig, weil in endlichen Mengen natürlicher Zahlen (nichts anderes sind die möglichen Weglängen) die Maxima eindeutig sind. Diese Wege bleiben endlich, weil Bäume, und Wurzelbäume insbesondere, keine in sich geschlossene Kantenfolge (Kreis) enthalten können.
Zu einem Knoten nichtleerer endlicher Wurzelbäume kann eine Höhe wie folgt erklärt werden:
- Man entferne den (eindeutig bestimmten) kürzesten Weg des Knotens zur Wurzel, bis auf den Knoten selbst.
- Man entferne alle im Anschluss von der Wurzel aus erreichbaren Knoten und Kanten einschließlich der Wurzel.

Als die Höhe des Knotens erklärt man die Höhe des so entstandenen Restgraphen.
Insgesamt kann die Höhe also als eine surjektive Abbildung von den Knoten in die Natürlichen Zahlen bis zu einer gewissen Grenze aufgefasst werden.
In vielen Suchbäumen wird die Höhe für jeden Knoten explizit gespeichert, um sie nicht bei jedem Abruf berechnen zu müssen. Insbesondere bei induktiv erklärten Datenstrukturen kann das sinnvoll sein. Einige Verifikationen von Eigenschaften azyklischer Graphen arbeiten mit einem Induktionsbeweis über eine so erklärte Höhenfunktion eines geeigneten Wurzelbaums.